# Litoria rubella
Espèce
Synonymes
- Hyla rubella Gray, 1842
- Hyla mystacina Keferstein, 1867
- Hyla nigrogularis Keferstein, 1867

Statut de conservation UICN

 LC  : Préoccupation mineure
Litoria rubella est une espèce d'amphibiens de la famille des Pelodryadidae.

## Répartition

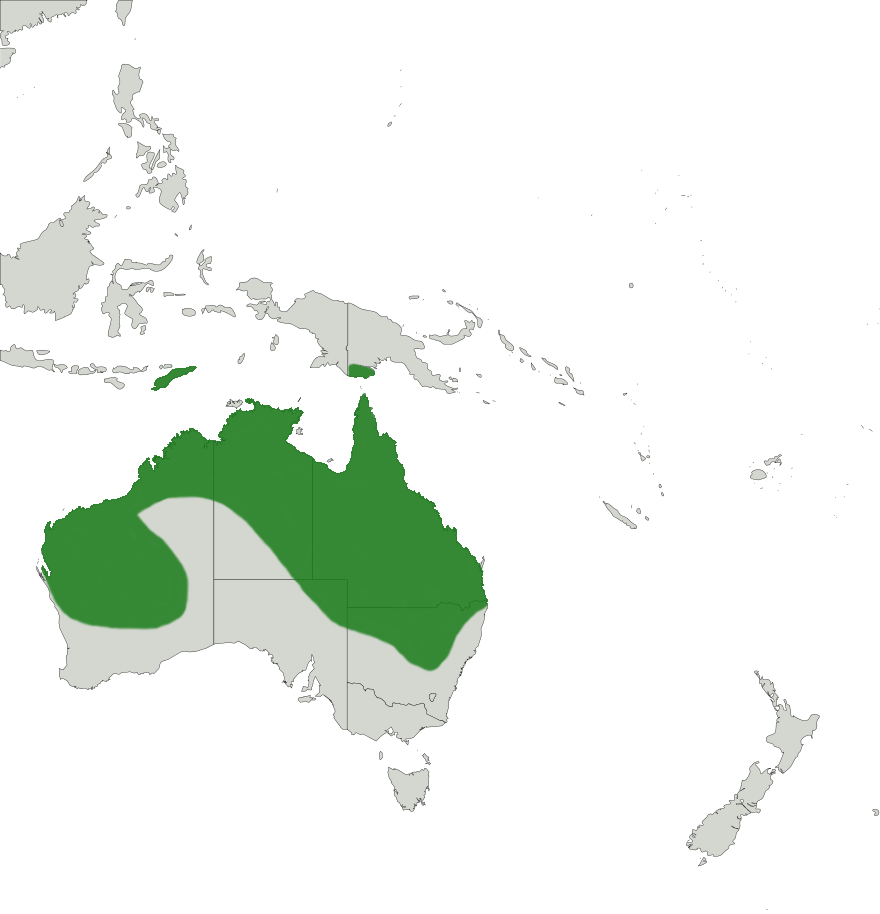
Distribution

Cette espèce, très répandue, se rencontre, :
- dans la plus grande partie de l'Australie, sauf dans l'extrême Sud ;
- dans les savanes du Sud de la Papouasie-Nouvelle-Guinée, y compris l'île de Daru (elle n'a pas été observée dans la partie indonésienne de la Nouvelle-Guinée) ;
- sur Timor au Timor oriental et en Indonésie.

Bien qu'elle soit pas présente au-dessus de 50 m d'altitude en Nouvelle-Guinée, elle peut aller jusqu'à 500 m d'altitude (peut-être même jusqu'à 1 000 m) en Australie.
C'est l'une des grenouilles les plus communes dans le nord de l'Australie, y compris dans les régions désertiques ou tempérées de l'est. C'est l'une des rares grenouilles d'Australie à habiter aussi bien les zones arides, tropicales et tempérées.

## Description
Les mâles mesurent de 28 à 37 mm et les femelles de 34 à 43 mm.

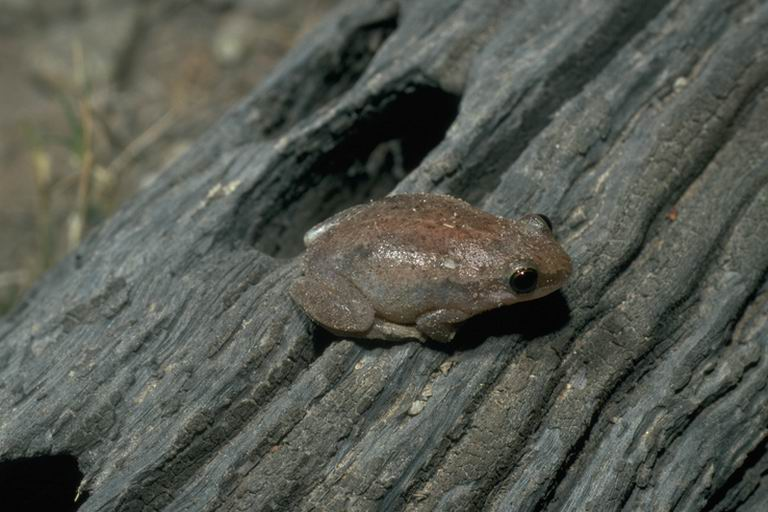
Litoria rubella

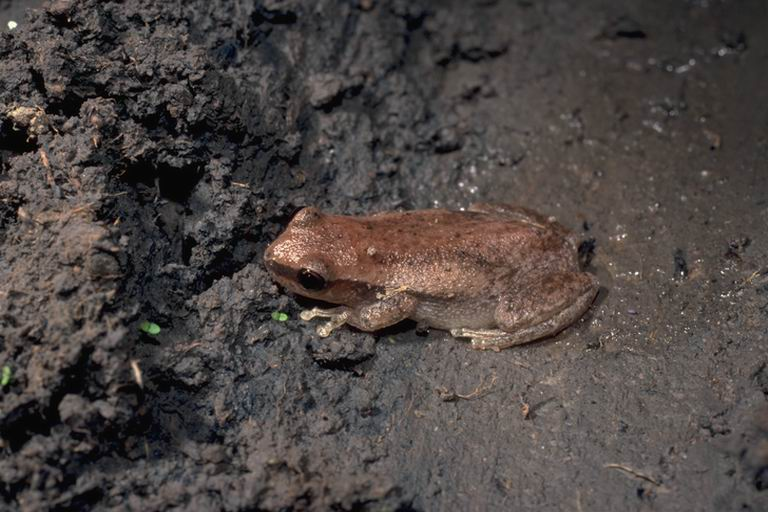
Litoria rubella

C'est une petite grenouille à la tête petite et plate. Elle a des pattes courtes mais fortes. Son ventre est blanc, et son dos va du gris clair au rouge foncé, orné de petites taches noires. Les adultes de Cooktown, au Queensland, présentent le plus souvent une couleur métallique sur le dos, allant du bronze à l'or. Une bande noire part du museau, passe entre les yeux et le long des flancs. La gorge des mâles est gris foncé pendant la saison des amours. Leur museau est jaune citron et leur tympan est visible. Les bébés grenouilles ont un abdomen quasi-transparent, permettant ainsi de voir clairement leurs organes abdominaux.

## Publication originale
- Gray, 1842 : Description of some hitherto unrecorded species of Australian reptiles and batrachians. Zoological Miscellany, vol. 2, p. 51-57 (texte intégral).